# Signé Olrik
Signé Olrik est la 23e aventure et le 30e album de la série de bande dessinée Blake et Mortimer. Scénarisé par Yves Sente, dessiné par André Juillard, d'après les personnages créés par Edgar P. Jacobs, l'album a été publié le 31 octobre 2024 par les Éditions Blake et Mortimer.

## Auteurs
Publié à titre posthume, il s'agit de la dernière bande dessinée réalisée par André Juillard puisqu'il est mort le 31 juillet 2024 à l'âge de 76 ans.

## Résumé
Le MI5 dirigé par le capitaine Francis Blake est sur les dents : un groupe terroriste d’indépendantistes cornouaillais, le Free Cornwall Group, menace de commettre prochainement des attentats pour perturber la prochaine visite du prince Charles dans la région.
Ce qu’ignore Blake, c’est que le chef de ce groupuscule, le mystérieux Grand Druide, a l’intention de faire appel au Colonel Olrik, actuellement emprisonné à Londres, pour l’aider à réaliser son but : retrouver la tombe du légendaire Roi Arthur et utiliser la fameuse Excalibur pour « libérer » la Cornouailles.
Dans le même temps, le professeur Philip Mortimer vient d’inventer un nouveau modèle d’excavatrice révolutionnaire, qu’il a appelé la Taupe. Et c’est justement en Cornouailles, région minière, que le professeur compte tester sa nouvelle invention.

## Lieux, véhicules et personnages

### Lieux
L'aventure se déroule principalement en Cornouailles (Royaume-Uni):
- Le village fictif de Longval à 4km de Penzance
- L'île fictive de Corineus pouvant s’apparenter à St Michael's Mount
- Port de Mousehole
- Le Seven Fountains Golf Resort de Longval
- L'église de Longval
- Château de Tintagel
  - La grotte de Merlin

Mortimer s'arrête dans la gare d'Exeter dans le Devon puis dans la petite gare de Keyham
- Londres (Royaume-Uni)
  - Prison de Wandsworth
  - Center for Scientific and Industrial Research (C.S.I.R.)

- Douvres (Royaume-Uni)

### Véhicules
- Westland Lysander
- Austin A70 Hampshire, voiture de Blake

### Personnages
Signé Olrik met en scène les trois personnages principaux de la série : les deux héros, le capitaine Francis Blake et le professeur Philip Mortimer, et le principal antagoniste, le colonel Olrik.
Les protagonistes de l'album sont les suivants :
- Colonel Olrik : malfrat
- Harvey Twinston-Jones : sous-secrétaire d'État au Home Office chargé de la coordination des services de police
- Sir Charles Garrison : surintendant de Scotland Yard
- Capitaine Francis Blake : directeur du MI5, le service de renseignements intérieurs
- David Honeychurch : adjoint du capitaine Blake au MI5
- Edwann : activiste de The Free Corwall Group
- Riwall : activiste de The Free Corwall Group
- Professeur Philip Mortimer : physicien, directeur du département de physique nucléaire du C.S.I.R.
- Sergent Penantock de la police de Longval
- Alister Poliscoe : maire de Longval
- Mr Clagett : responsable de chantier
- Will Stuart : activiste de The Free Corwall Group
- Russel O'Brady : Correspondant du Daily Mail à Penzance
- Angus : aubergiste du Corwall's Arms à Longval
- Mrs Benson : logeuse de Blake et Mortimer
- Mr Alaoui : assistant de Mortimer au C.S.I.R.
- Rajesh : employé de la mine d'origine indienne
- Le père Michael Joseph de la paroisse de Longval
- Carlson Mordred : ingénieur en chef des mines de Longval
- Réceptionniste du Seven Fountains Golf Resort
- Simona : la bonne du curé

## Inspirations
Une inspiration de Yves Sente, scénariste de Black et Mortimer dans Signé Olrik, prise dans l'album de Gil Jourdan La Voiture immergée de Maurice Tillieux publié en 1960. Le professeur Mortimer et Gil Jourdan, bien que l'histoire soit totalement différente, sont tous deux occupé à déchiffrer un message codé. Pour les aider ils vont consulter le curé de la paroisse. Ceux-ci sont dans leur presbytère occupés à restaurer une statue. Le clin d'œil à Maurice Tillieux est que les curés citent tous deux la même phrase « Je rafistole ce bon Saint Yves (Ives). Il se fait vieux et la cure n'est pas riche. ». La scène se déroule page 42, planche 40A, vignette 2 pour Gil Jourdan et page 40, planche 38, vignette 5 pour Black et Mortimer. Une certaine ressemblance physique est visible entre les deux hommes d'église.